# Катерін (Алабама)
Катерін (англ. Catherine) — переписна місцевість (CDP) в США, в окрузі Вілкокс штату Алабама. Населення — 65 осіб (2020).

## Географія
Катерін розташований за координатами 32°11′10″ пн. ш. 87°28′12″ зх. д. / 32.18611° пн. ш. 87.47000° зх. д. (32.186170, -87.469978).  За даними Бюро перепису населення США в 2010 році переписна місцевість мала площу 5,94 км², уся площа — суходіл.

## Демографія
Згідно з переписом 2010 року, у переписній місцевості мешкали 22 особи в 10 домогосподарствах у складі 7 родин. Густота населення становила 4 особи/км².  Було 14 помешкання (2/км²).
Расовий склад населення:
| - 72,7 % — білих - 27,3 % — чорних або афроамериканців |

До двох чи більше рас належало 0,0 %. Частка іспаномовних становила 0,0 % від усіх жителів.
За віковим діапазоном населення розподілялося таким чином: 9,1 % — особи молодші 18 років, 59,1 % — особи у віці 18—64 років, 31,8 % — особи у віці 65 років та старші. Медіана віку мешканця становила 57,5 року. На 100 осіб жіночої статі у переписній місцевості припадало 83,3 чоловіків;  на 100 жінок у віці від 18 років та старших — 100,0 чоловіків також старших 18 років.
Цивільне працевлаштоване населення становило 10 осіб. Основні галузі зайнятості: транспорт — 100,0 %.